# 56 Tauri
56 Tauri è una stella situata nella costellazione del Toro.
56 Tauri è una ipergigante bianca, di classe A0p-Si con una magnitudine apparente di +5,34. Si trova all'incirca a 316 anni luce dalla Terra.